# Johan Brolenius
Per Johan Brolenius (Örebro, 7 giugno 1977) è un ex sciatore alpino svedese specialista dello slalom speciale.

## Biografia

### Stagioni 1995-2004
Attivo in gare FIS dal novembre del 1994, Johan Brolenius esordì in Coppa Europa il 12 dicembre 1995 a Obereggen, senza completare lo slalom speciale in programma, e in Coppa del Mondo due stagioni dopo: il 3 gennaio 1998 infatti partecipò allo slalom speciale di Kranjska Gora, senza qualificarsi per la seconda manche.
L'11 febbraio a Tarvisio ottenne in slalom speciale il suo primo podio in Coppa Europa (2º), mentre per conquistare i suoi primi punti in Coppa del Mondo dovette aspettare il 21 dicembre 1999 quando, ancora a Kranjska Gora in slalom speciale, si piazzò 20º. Nel 2001 prese parte ai suoi primi Campionati mondiali, ma nella rassegna iridata di Sankt Anton am Arlberg non completò lo slalom speciale. Due anni dopo, ai Mondiali di Sankt Moritz 2003, nella medesima specialità fu 19º.

### Stagioni 2005-2009
Ai Mondiali di Bormio/Santa Caterina Valfurva 2005 non completò né lo slalom gigante né lo slalom speciale; l'anno dopo rappresentò il suo Paese ai XX Giochi olimpici invernali di Torino 2006, sua unica presenza olimpica, durante i quali conquistò l'8º posto nello slalom speciale e il 18º nella combinata. Il 17 febbraio 2007 ottenne a Oberjoch in slalom speciale la sua prima vittoria in Coppa Europa, ma non fu convocato per i Mondiali del 2007 sulle nevi di casa di Åre. Nella stagione 2007-2008 in Coppa Europa colse in slalom speciale la sua seconda e ultima vittoria (il 26 gennaio a Pozza di Fassa) e il suo ultimo podio (il 15 febbraio Kranjska Gora, 3º) nel circuito continentale.
Durante la stagione 2008-2009 conquistò il suo miglior piazzamento in Coppa del Mondo, il 5º posto nella slalom speciale di Zagabria Sljeme del 6 gennaio, e venne chiamato per i Mondiali di Val-d'Isère, sua ultima presenza iridata, dove Brolenius sfiorò il grande risultato nello slalom speciale: 2º dopo la prima manche per 4 centesimi da Manfred Pranger, poi oro, lo svedese uscì durante la seconda frazione di gara. Disputò la sua ultima gara in Coppa del Mondo il 14 marzo successivo a Åre, uno slalom speciale che non completò, e si ritirò nell'aprile seguente.

## Palmarès

### Coppa del Mondo
- Miglior piazzamento in classifica generale: 41º nel 2004

### Coppa Europa
- Miglior piazzamento in classifica generale: 22º nel 2000
- 9 podi:
  - 2 vittorie
  - 3 secondi posti
  - 4 terzi posti

#### Coppa Europa - vittorie
| Data             | Località       | Paese    | Specialità |
| ---------------- | -------------- | -------- | ---------- |
| 17 febbraio 2007 | Oberjoch       | Germania | SL         |
| 26 gennaio 2008  | Pozza di Fassa | Italia   | SL         |

Legenda:

SL = slalom speciale

### Far East Cup
- 1 podio:
  - 1 terzo posto

### Campionati svedesi
- 4 medaglie (dati parziali fino al 2004)[2][3]:
  - 2 ori (slalom speciale nel 1999; slalom speciale nel 2002)
  - 2 bronzi (slalom gigante nel 2000; slalom speciale nel 2004)